# S-mode 3
S-mode #3 é a terceira coletânea de Masami Okui. Foi lançado em 23 de fevereiro de 2005 pela King Records e possui 26 faixas divididas em dois CDs.

## Produção
Seguindo o modelo das duas outras coletâneas, S-mode #1 e S-mode #2, Okui distribuiu as canções em dois CDs, contendo músicas lançadas previamente em singles para animes.

## Recepção
O álbum ficou duas semanas no Oricon Albums Chart, chegando à 76ª posição.

## Faixas
| CD1            |                                                                       |                |                |                |         |  |
| N.º            | Título                                                                | Letras         | Música         | Arranjo        | Duração |  |
| 1.             | "Tenshi no Kyuusoku" (de Soreyuke! Uchuu Senkan Yamamoto Yohko)       | M. Okui        | Toshiro Yabuki | T. Yabuki      | 3:50    |  |
| 2.             | "labyrinth" (de Cyber Team in Akihabara 2011 Summer Variations)       | M. Okui        | T. Yabuki      | T. Yabuki      | 3:57    |  |
| 3.             | "Toki ni Ai wa" (de Shojo Kakumei Utena Adolescence Mokushiroku)      | M. Okui        | T. Yabuki      | T. Yabuki      | 4:11    |  |
| 4.             | "Sore wa Totsuzen Yattekuru"                                          | M. Okui        | T. Yabuki      | T. Yabuki      | 4:12    |  |
| 5.             | "only one,No.1" (de Di Gi Charat)                                     | M. Okui        | T. Yabuki      | T. Yabuki      | 3:51    |  |
| 6.             | "OVER THE END"                                                        | M. Okui        | T. Yabuki      | T. Yabuki      | 4:57    |  |
| 7.             | "TURNING POINT"                                                       | M. Okui        | T. Yabuki      | T. Yabuki      | 5:38    |  |
| 8.             | "CUTIE" (de Di Gi Charat Summer Special 2000)                         | M. Okui        | T. Yabuki      | T. Yabuki      | 4:35    |  |
| 9.             | "Just do it"                                                          | M. Okui        | T. Yabuki      | T. Yabuki      | 4:13    |  |
| 10.            | "Sora ni Kakeru Hashi" (de Tales of Eternia THE ANIMATION)            | M. Okui        | M. Okui        | T. Yabuki      | 5:25    |  |
| 11.            | "Megami ni Naritai ~for a yours~" (de três especiais de Di Gi Charat) | M. Okui        | T. Yabuki      | T. Yabuki      | 4:30    |  |
| 12.            | "Shuffle" (de Yu-Gi-Oh! Duel Monsters)                                | M. Okui        | T. Yabuki      | T. Yabuki      | 5:23    |  |
| 13.            | "DEPORTATION ~but,never too late~" (de Konya wa Pune Pune)            | M. Okui        | M. Okui        | topbeam        | 4:14    |  |
| 14.            | "HAPPY PLACE"                                                         | M. Okui        | M. Okui        | D.R.Y          | 4:13    |  |
| 15.            | "SECOND IMPACT" (de Animelomix)                                       | M. Okui        | M. Okui        | T. Yabuki      | 3:57    |  |
| Duração total: | Duração total:                                                        | Duração total: | Duração total: | Duração total: | 67:06   |  |

| CD2            |                                                                          |                |                     |                |         |  |
| N.º            | Título                                                                   | Letras         | Música              | Arranjo        | Duração |  |
| 1.             | "Rururu" (de Soreyuke! Uchuu Senkan Yamamoto Yohko)                      | M. Okui        | M. Okui             | T. Yabuki      | 4:14    |  |
| 2.             | "eternal promise [DECK ver.]" (de Soreyuke! Uchuu Senkan Yamamoto Yohko) | M. Okui        | M. Okui e T. Yabuki | Hideki Sato    | 5:44    |  |
| 3.             | "Moon"                                                                   | M. Okui        | M. Okui             | H. Sato        | 4:52    |  |
| 4.             | "CHAOS"                                                                  | M. Okui        | M. Okui             | H. Sato        | 5:44    |  |
| 5.             | "I'd love you to touch me" (de Tales of Eternia THE ANIMATION)           | M. Okui        | M. Okui             | system-B       | 5:53    |  |
| 6.             | "Ano Hi no Gogo" (de Yu-Gi-Oh! Duel Monsters)                            | M. Okui        | M. Okui             | T. Yabuki      | 4:32    |  |
| 7.             | "Jounetsu"                                                               | M. Okui        | M. Okui             | Yugo Maeda     | 5:36    |  |
| 8.             | "Iiwake"                                                                 | M. Okui        | M. Okui             | YAMACHI        | 4:41    |  |
| 9.             | "PURE"                                                                   | M. Okui        | Naozumi Takahashi   | Tsutomu Ohira  | 4:43    |  |
| 10.            | "MESSAGE"                                                                | M. Okui        | Monta               | Monta          | 4:54    |  |
| 11.            | "TRANSMIGRATION" (cover de Nana Mizuki)                                  | M. Okui        | T. Yabuki           | T. Yabuki      | 5:10    |  |
| Duração total: | Duração total:                                                           | Duração total: | Duração total:      | Duração total: | 56:03   |  |